# Willie Donachie
Willie Donachie (Glasgow, 5 de outubro de 1951), é um treinador e ex-futebolista escocês que atuava como posição. competiu na Copa do Mundo FIFA de 1978, sediada na Argentina, na qual a seleção de seu país terminou na 11º colocação dentre os 16 participantes.